# Munychryia senicula
Munychryia senicula är en fjärilsart som beskrevs av Walker 1865. Munychryia senicula ingår i släktet Munychryia och familjen Anthelidae. Inga underarter finns listade i Catalogue of Life.